# Das Liebesverbot
Das Libesverbot oder Die Novize von Palermo (Kärleksförbudet eller Novisen från Palermo, WWV 38) är en opera (Grosse komische Oper) från 1836 i två akter med musik och text av Richard Wagner. Librettot bygger på Shakespeares skådespel Lika för lika (1604-05).
Återhållsam sexualitet kontra erotik spelar en viktig roll i Das Liebesverbot; Dessa teman återkommer i mycket av Wagners produktion, framför allt i Tannhäuser, Valkyrian och Tristan och Isolde. I varje opera för självuppgivelsen till kärleken de älskande i en dödlig kamp mot den omgivande samhällsordningen. Eftersom det är en komedi i Das Liebesverbot är resultatet lyckligt: den ohämmade sexualiteten segrar när hela befolkningens karneval fortsätter att löpa amok efter att ridån gått ner.
Das Liebesverbot var Wagners andra opera och hans första som framfördes, när den blivande tonsättaren bara var 22 år gammal. Den har många spår av ett tidigt verk och bär en stil som är nära modellerad efter samtida fransk och italiensk komisk opera. Den kallas också för den bortglömda komedin, eftersom den är ett av Wagners enda två komiska verk, det andra är den mer kända Mästersångarna i Nürnberg.

## Historia
Idén till sin andra fullbordade opera fick Wagner 1834 under en resa till Teplice i Böhmen, då han läste den då välkända romanen Ardinghello und die glücklichen Inseln av Wilhelm Heinse. I sin brevroman bearbetade Heinse sin resa till Italien från 1780 till 1783 och förhärligade kvinnans fria sensualitet och frigörelse. När Wagner behandlade materialet var han inte bara vän med Heinrich Laube, författaren till Jungen Europas och Jungen Deutschlands, utan hade just förälskat sig i den äldre, attraktiva skådespelerskan Minna Planer, som han senare gifte sig med. Förmodligen ville han imponera på henne med detta avslöjande verk, för det handlar om fri kärlek, kärleksbekännelsen bortom alla sociala regler och förbud – ett lättsinnigt material på den tiden. Från tidig ålder fann den unge konstnären särskilt nöje i att driva med befintliga former, mot de "normala". Till skillnad från hans första verk, Die Feen, skulle det denna gång bli ett antiromantiskt verk, en populär opera med stora körscener, precis som den älskades i det mindre provinsiella Paris, i den eleganta franska operan.
Wagners dramatiska förebild till Das Liebesverbot var Shakespeares komedi Lika för lika, som i sin tur var baserad på en italiensk berättelse som Giovanni Battista Giraldi första gången 1565 lät publicera i Gli eccatommiti. Men hos Wagner handlar det till skillnad från föregångarnas intentioner inte bara om att återställa rättvisan, utan om att främja den fria, öppna sinnlighetens seger över det puritanska hyckleriet. En motbild till Medelhavets livsglädje är den tyske kälkborgaren, som avporträtteras i ståthållaren Friedrichs rollgestalt. Fördömandet av tyranni, censur, dubbelmoral och översitteri gör sig gällande trots intrigerna och karnevalsmaskerna. Ledmotivet för hela verket är den förbjudna kärleken. Wagner använder sig i Das Liebesverbot av samma dramaturgi som i Die Feen. Han koncipierade det dramaturgiska motivet med den förbjudna kärleken som ett instrumentalt erinringsmotiv, som han sedan konsekvent kopplade till rollgestalten Friedrich.

## Om operan
Efter en förberedelsetid på bara tio dagar uruppfördes operan den 29 mars på Stadttheater i Magdeburg med Wagner som dirigent och gjorde stort fiasko. Vid uruppförandet kunde sångarna på sin höjd hälften av sina stämmor utantill, och på scenen utspelade sig, med Wagners egna ord, ett "musikaliskt skuggspel", "till vilket orkestern med ofta överdrivet oväsen gav sina oförklarliga utgjutelser". Primadonnans make lär ha varit så arg på tenorens kärleksgalna poserande mot sin hustru att han stormade upp på scenen och slog till tenoren. Den andra föreställningen fick ställas in eftersom endast tre besökare hade anlänt. Operan sattes aldrig mer upp under Wagners livstid. Först 1923 försökte man återuppliva den i München, dock utan framgång.
Originalpartituret har gått förlorad sedan andra världskriget.
Wagners senare förakt för verket kan snarare förklaras av att komedin, som stilistiskt fortfarande är helt knuten till den traditionella operan, inte längre passade in i teorierna om Wagners allkonstverk och hans "framtidskonstverk", särskilt musikaliskt. Influenserna från Auber och Adams franska opéra comique går inte att ta miste på, särskilt i rytmen i ouvertyren och de snärtiga ensemblescenerna, men det finns fortfarande inga spår av den "oändliga melodin" som spreds senare.

## Personer
| Roller                                                               | Röstläge   | Premiärbesättning 29 mars 1836 Dirigent: Richard Wagner |
| -------------------------------------------------------------------- | ---------- | ------------------------------------------------------- |
| Friedrich, tysk ståthållare på Sicilien                              | basbaryton | Gräfe                                                   |
| Luzio, en ung ädling                                                 | tenor      | Ignaz Freimüller                                        |
| Claudio, en ung ädling                                               | tenor      | Schreiber                                               |
| Antonio, deras vän                                                   | tenor      |                                                         |
| Angelo, deras vän                                                    | baryton    | Friedrich Krug                                          |
| Isabella, Claudios syster                                            | sopran     | Karoline Pollert                                        |
| Mariana, novis i ett kloster                                         | sopran     | Mathilde Limbach                                        |
| Brighella, sibirrernas (polisväsendets) chef                         | baryton    | Wilhelm Kneisel                                         |
| Danieli, en krogvärd                                                 | bas        |                                                         |
| Dorella                                                              | sopran     | Schindler                                               |
| Ponzio Pilato, Danielis tjänare                                      | tenor      |                                                         |
| Domare, sbirrer, Palermos befolkning, folk, karnevalsdeltagare (kör) |            |                                                         |

## Handling
Palermo, 1500-talet.
Akt I
På Palermo kungör den tyske ståthållaren Friedrich ett påbud om att dryckenskap och utomäktenskapliga förbindelser skall bestraffas och Claudio blir den förste som faller offer för den nya lagen och grips. I elisabetinerklostret avslöjar Mariana för Isabella att hon är Friedrichs förskjutna maka. Claudios vän Luzio vädjar till Isabella för att be ståthållaren benåda brodern. I väntan på ståthållaren spelar vaktchefen domare. Friedrich tillbakavisar en petition om att karnevalsförbudet skall upphävas. Han dömer Claudio till döden. Isabella erbjuder ståthållaren sin kärlek i utbyte mot broderns liv.
Akt II
Av rädsla för döden går Claudio med på att systern ger sig åt Friedrich. Isabella blir bestört över detta, men förtiger sin verkliga plan: Mariana skall i hennes ställe bege sig till ett möte med Friedrich. Friedrich håller inte det löfte som han gett Isabella. Istället för att benåda Claudio har han undertecknat ordern om dennes avrättning.
Folket firar karnevalen trots förbudet. Brighella, vaktchefen, verkar utöva sitt ämbete men förkläder sig snart och njuter tillsammans med Dorella den förbjudna utomäktenskapliga kärleken. Även ståthållaren Friedrich har maskerat sig. Men hans herdestund med Isabella, som i själva verket är den förskjutna Marian i förklädnad, blir avbruten. Isabella tillkallar alla karnevalsdeltagarna och avslöjar den stränge moralisten som en hycklare. Friedrich kan inte hämnas, eftersom vicekungen av Sicilien återvänder och ståthållaren därmed entledigats från sitt ämbete.